# Lepidosaphes tapiae
Lepidosaphes tapiae är en insektsart som beskrevs av Mamet 1959. Lepidosaphes tapiae ingår i släktet Lepidosaphes och familjen pansarsköldlöss.
Artens utbredningsområde är Madagaskar. Inga underarter finns listade i Catalogue of Life.